# Sweet Freedom
Sweet Freedom je šesté studiové album britské rockové skupiny Uriah Heep; první u Warner Bros.
Společnost Warner Bros album podporovala dost nepřiměřeně a tak v USA i Británii vzniklo pouze 10 000 kopií. Toto album je také považováno za jedno nejznámějších alb skupiny. Nejznámější skladba z alba je Stealin'. V Billboard žebříčku album Sweet Freedom dosáhlo #33 pozice v USA a #18 v Británii.

## Seznam skladeb
1. "Dreamer" (Thain, Box) – 3:41
2. "Stealin'" (Hensley) – 4:49
3. "One Day" (Hensley, Thain) – 2:47
4. "Sweet Freedom" (Hensley) – 6:37
5. "If I Had the Time" (Hensley) – 5:43
6. "Seven Stars" (Hensley) – 3:52
7. "Circus" (Thain, Box, Kerslake) – 2:44
8. "Pilgrim" (Hensley, Byron) – 7:10

## Sestava
- David Byron – zpěv
- Ken Hensley – klávesy, kytara, zpěv
- Mick Box – kytara
- Gary Thain – baskytara
- Lee Kerslake – bicí, perkusy, zpěv